# Segundo arco faríngeo
El segundo arco faríngeo o arco de hioides es el segundo de los seis arcos faríngeos desarrollados en la vida fetal durante la cuarta semana de desarrollo y ayuda en la formación de las partes dorsal y anterior del cuello.

## Cartílago de Reichert
El cartílago del segundo arco faríngeo se conoce como el cartílago de Reichert y contribuye a muchas de las estructuras de un adulto plenamente desarrollado. En contraste al de Meckel, del primer arco faríngeo, no constituye un elemento continuo. En cambio, está compuesto de dos segmentos cartilaginosos unidos por una fina capa de mesénquima.
Los extremos dorsales del cartílago de Reichert osifican durante el desarrollo fetal para formar el estribo del oído antes de ser incorporado a la cavidad del oído medio, mientras que la porción ventral osifica para formar el cuerno menor y la parte superior, el cuerpo del hueso hioides. Junto a lo que será el estribo, el cartílago de Reichert también forma la apófisis estiloides del hueso temporal. El cartílago entre el hueso hioides y la apófisis estiloides no tendrá una evolución similar, pues su pericondrio formará finalmente el ligamento estiloide.

## Derivados

### Elementos esqueléticos
Del cartílago del segundo arco surgen:
- Estribo
- Apófisis estiloides
- Ligamento estiloide
- Hueso hioides

### Músculos
- Músculos de la cara
- Músculo occipitofrontal
- Músculo platisma
- Músculo estilohioideo
- Músculo digástrico
- Músculo del estribo
- Músculos auriculares

## Suministro de nervio
Nervio facial

## Suministro de sangre
La arteria del segundo arco es el segundo arco aórtico, que da origen a la arteria estapedial en algunos mamíferos, pero atrofiada en humanos.

## Imágenes adicionales

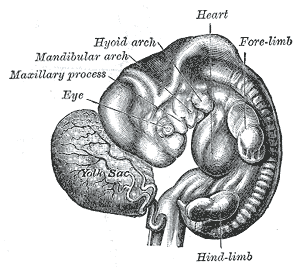
Embrión humano de treinta y un a treinta y cuatro días.